# Бедо, Мари Альфонс
Мари-Альфонс Бедо (фр. Marie-Alphonse Bedeau; 19 августа 1804, Верту — 29 октября 1863 или 30 октября 1863, Нант, метрополия Франции) — французский генерал и политический деятель.

## Биография
Первый офицерский чин получил в 1824 году по окончании курса в Сен-Сирской школе; в 1832 году был при взятии Антверпена, а в 1836 году отправился в Алжир, где, участвуя с постоянным отличием в военных действиях, достиг в 1844 году звания дивизионного генерала. 1 июля 1847 года он был назначен генерал-губернатором Алжира, но уже в октябре должен был уступить этот пост герцогу Омальскому.
Во время Февральской революции 1848 года Бедо, находившийся в отпуске в Париже, получил назначение командовать одной из колонн, направленных против восставших; но, найдя восстание более сильным, чем ожидал, он остался в бездействии.
По низвержении Луи-Филиппа новое французское правительство вверило Бедо начальство над армией, находившейся в Париже. Во время июньского восстания он был тяжело ранен; потом занимал место в национальном собрании, где примкнул к партии умеренных. Был вице-президентом Учредительного и Законодательного собраний.
После государственного переворота 2 декабря 1851 года Бедо вместе с Кавеньяком и Ламорисьером был заключён в тюрьму сначала в Мазасе, а потом в Гаме.
После своего освобождения он принужден был оставить отечество и проживал в Брюсселе, откуда возвратился во Францию лишь после объявления амнистии.